# 大国神社 (豊島区)
大國神社（だいこくじんじゃ）は、東京都豊島区駒込にある神社。

## 概要
1783年（天明3年）に創建された。神職を務める大島家は下野国都賀郡（現・栃木県下都賀郡）出身で、当社創建直前は武蔵国豊島郡稲付村（現・東京都北区）に住んでいた。
当社の祭神は、大己貴命である。ただ、当社で祀っている神体は、大己貴命（大国主）というよりは、米俵に乗り福袋と打出の小槌を持って微笑む典型的な「大黒様」の姿をしている。
徳川家斉がまだ世子だった頃、鷹狩の帰りに立ち寄って、その後まもなく征夷大将軍に就いたことから、「出世大黒」「日出大黒」と呼ばれるようになった。
当社では数代前の神職より始めた「木彫りの大國像」を甲子の日に授与している。

## 交通アクセス
- 駒込駅より徒歩2分。